# Erich Isselhorst
Erich Heinrich Georg Isselhorst (* 5. Februar 1906 in St. Avold, Reichsland Elsaß-Lothringen, Deutsches Kaiserreich; † 23. Februar 1948 Hinrichtung in Straßburg, Frankreich) war ein deutscher Jurist, Polizist und SS-Führer zur Zeit des Nationalsozialismus. Isselhorst stieg zum SS-Standartenführer, Oberregierungsrat und Oberst der Polizei auf und war Leiter der Gestapo-Stellen in Erfurt, Köln, Klagenfurt und München, bei den Einsatzgruppen der Sicherheitspolizei und des SD in der Sowjetunion sowie Befehlshaber der Sicherheitspolizei und des SD in Minsk und Straßburg.

## Schule und Studium, Familie
Erich Isselhorst wurde am 5. Februar 1906 in St. Avold als Sohn des Sergeanten im Feldartillerie-Regiment Nr. 69 Johann Heinrich Isselhorst und dessen Frau Karoline Isselhorst, geb. Schiller, geboren. Isselhorst besuchte die Volksschule in Recklinghausen und Düsseldorf und anschließend ab 1916 das humanistische Hohenzollern-Gymnasium Düsseldorf, wo er im März 1925 seine Schullaufbahn mit dem Abitur beendete. Es folgte zunächst eine Ausbildung in der Verwaltung der Pahlschen Gummi- und Asbest-Gesellschaft in Düsseldorf-Rath. Ab Mai 1927 studierte er dann Rechtswissenschaft an den Universitäten München und Köln und durchlief anschließend von 1930 bis 1934 das Rechtsreferendariat am Oberlandesgericht Düsseldorf. Mitte Juni 1931 promovierte Isselhorst bei Hans Carl Nipperdey in Köln mit einer Dissertation zum Thema Die Schlichtungsnotverordnung.
Am 30. September 1935 heiratete Isselhorst Auguste Anna Josefine „Gustel“ Tack (1907–2002), die er seit 1926 kannte. Er hatte ein uneheliches Kind.

## Während des Nationalsozialismus

### Anfänge und SS
Während seines Studiums in München erlebte Isselhorst im Wintersemester 1928/1929 erstmals eine Hitler-Rede und begann daraufhin, sich näher mit dem Nationalsozialismus zu beschäftigen, mit dem er zuvor nur oberflächlich in Kontakt gekommen war. Noch vor der nationalsozialistischen „Machtübernahme“ trat er zum 1. August 1932 der NSDAP bei (Mitgliedsnummer 1.269.847) und wurde umgehend Zellenleiter der Partei sowie ehrenamtlicher Rechtsberater für die NSDAP-Ortsgruppe Düsseldorf-Friedrichstadt. Ab März 1933 gehörte er dem BNSDJ an. Anfang Mai 1933 trat er in die SA ein, in der er den Rang eines Rottenführers erreichte, bevor er am 15. Oktober 1934 zur SS wechselte (SS-Nummer 267.313). Dort stieg er in den folgenden Jahren zunächst zum Untersturmführer (1935), dann zum Obersturmführer (1936), zum Sturmbannführer (1938), zum Obersturmbannführer (1941) und schließlich zum Standartenführer (1944) auf. In einer Denkschrift, die er 1947 in französischer Haft verfasste, gab Isselhorst (freilich auch im Bewusstsein des heraufziehenden Ost-West-Konflikts) an, er sei „Nationalsozialist geworden, weil ich in dieser Partei die Garantie zu finden glaubte, um der bolschewistischen Weltgefahr entgegentreten zu können“.

### Bei der Gestapo in Erfurt, Köln, Klagenfurt und München
Nach dem Rechtsreferendariat wurde Isselhorst am 3. Oktober 1934 zum Gerichtsassessor ernannt, wechselte aber bereits Mitte des Monats als hauptamtlicher Referent für wirtschaftspolitische Fragen zum SD-Oberabschnitt West in Düsseldorf.
Am 14. Februar 1935 trat er in die Gestapo ein und leistete zunächst einen probeweisen Dienst beim Geheimen Staatspolizeiamt Berlin, bevor ihm Anfang April 1935 die kommissarische Leitung der Gestapo Erfurt übertragen wurde. Anfang Februar 1936 wurde Isselhorst Leiter der Gestapo in Köln, war zwischenzeitlich nach dem Anschluss Österreichs von März bis Juni 1938 mit dem Aufbau der Gestapo-Dienststelle in Klagenfurt betraut und wurde schließlich im Dezember 1939 von Köln nach München versetzt. Dort leitete er die Gestapo offiziell bis November 1942, wurde aber offenbar bereits im November 1941 aufgrund eines Disziplinarverfahrens aus seinem dortigen Amt entfernt. Ihm wurde vorgeworfen, durch Missbrauch seiner Stellung Lebensmittel ohne entsprechende Befugnis bezogen und einen weiblichen Häftling als Schneiderin beschäftigt zu haben. Ende Januar 1942 erhielt Isselhorst daraufhin einen strengen Verweis wegen „SS-unwürdigen Verhaltens“ und es wurde ein zweijähriger Beförderungsstopp gegen ihn verhängt. Er selbst vermutete hinter diesen Vorgängen und der kurz darauf folgenden Abkommandierung nach Russland eine Intrige in Münchener Führungskreisen.
In Isselhorsts Zeit in Köln fielen die Beschlagnahmung jüdischen Vermögens und die Deportation von Juden nach Dachau und Oranienburg; in die Münchener Dienstzeit die Errichtung von Fremdarbeiter- und Arbeitserziehungslagern sowie die Internierung des ehemaligen österreichischen Bundeskanzlers Kurt Schuschnigg im Gestapo-Gefängnis.

### Bei den Einsatzgruppen in der Sowjetunion
Im Februar 1942 wurde Isselhorst zu den Einsatzgruppen der Sicherheitspolizei und des SD in die Sowjetunion abkommandiert. Dort übernahm er zunächst die Leitung der Abteilungen I und II (Verwaltung und Haushalt) der Einsatzgruppe B in Smolensk, war im Herbst 1942 kurzzeitig Führer des Einsatzkommandos 8 der Einsatzgruppe B und anschließend bis Sommer 1943 Führer des Einsatzkommandos 1 der Einsatzgruppe A mit Standort in Krasnogwardeisk. Danach fungierte er bis Oktober 1943 als Kommandeur der Sicherheitspolizei und des SD (KdS) für den Generalbezirk Weißruthenien in Minsk und war zugleich Führer des Sonderkommandos 1b der Einsatzgruppe A.
Isselhorst war während dieser Zeit vornehmlich mit Verwaltungstätigkeiten befasst, war aber vereinzelt auch selbst bei Einsätzen zur Partisanenbekämpfung und der Räumung bzw. Vernichtung jüdischer Ghettos vor Ort. Zur Vernichtung des Ghettos in Glebokie vom 18. bis 20. August 1943 notierte er in seinem Tagebuch: „Da Widerstand, gibt es großes Blutbad (3100 J. tot); nur 350 haben sich freiwillig zum Abtransport zur Verfügung gestellt.“

### Als BdS in Straßburg
Nach Beendigung seines Osteinsatzes und einer Kur im Herbst und Winter 1943 wurde Isselhorst von Januar bis Dezember 1944 als Befehlshaber der Sicherheitspolizei und des SD (BdS) in Straßburg und Inspekteur der Sicherheitspolizei und des SD des Wehrkreises V in Stuttgart verwendet. Im Oktober 1944 wurde er zum Oberst der Polizei ernannt.
Isselhorsts Einsatz als BdS in Straßburg bzw. Ereignisse aus diesem Zeitraum wurden als einzige seiner Tätigkeiten nach dem Krieg in Gerichtsverfahren untersucht (siehe unten). Seine übrigen Einsätze bei der Gestapo oder in der Sowjetunion wurden nicht näher verfolgt.
Ab Herbst 1944 wurde die Region von den Alliierten eingenommen, Straßburg im November durch die 2. französische Panzerdivision befreit. Isselhorst führte die Entbindung von seinen Aufgaben im Dezember 1944 darauf zurück, dass er es in seiner Amtsführung an der aus Sicht Ernst Kaltenbrunners, des Leiters des Reichssicherheitshauptamtes, „nötigen Härte“ habe fehlen lassen. Isselhorst war anschließend ohne Amt im Amt IV (Gestapo) des Reichssicherheitshauptamtes in Berlin tätig, bevor er im April 1945 die Leitung der Ausweichstelle des Amtes IV des Reichssicherheitshauptamtes in Hof ausübte.

### Kriegsende
Noch am 6. Februar 1945 schrieb Isselhorst zur Beruhigung an seine über den Kriegsverlauf besorgte Frau „du sollst wissen, daß ich als ein Mann der Bewegung des Führers nicht nur ein Lippenbekenntnis abgegeben habe. Ich trage einen unerschütterlichen Glauben in mir an das Gute und Reine des Nationalsozialismus, an die Größe des deutschen Reiches und Volkes und die Unerreichbarkeit unseres Führers.“
Kurz vor Kriegsende übernahm er für wenige Tage im April und Mai 1945 die Leitung einer Waffen-SS-Gruppe bei Jachenau zur Besetzung eines Tals nahe dem Chiemsee, es kam jedoch zu keiner Feindberührung. Am 12. Juni 1945 wurde Isselhorst in Sachenbach von Soldaten der 7. US-Armee gefangen genommen.

## Nach dem Krieg

### Britisches Militärgerichtsverfahren
Nach der Gefangennahme durch amerikanische Truppen wurde Isselhorst zunächst in verschiedenen Gefängnissen und Internierungslagern in Augsburg, Karlsruhe, Heidelberg, Frankfurt-Oberursel, Dachau und Stuttgart-Zuffenhausen festgehalten und befragt, bevor er Ende Januar 1946 in ein britisches Internierungslager in Recklinghausen und schließlich Anfang Mai 1946 nach Wuppertal überstellt wurde.
Dort musste er sich vor einem britischen Militärgericht wegen der Tötung von 32 Fallschirmjägern des 2nd Special Air Service Regiments und eines RAF-Angehörigen in den Vogesen bzw. im Elsass im Herbst 1944 verantworten. Isselhorst hatte die Erschießung der gefangengenommenen Soldaten auf Grundlage des Kommandobefehls angeordnet bzw. genehmigt. Seine Verteidigung argumentierte, die Fallschirmjäger hätten wegen Kooperation mit der Résistance nicht als reguläre Soldaten, sondern als Freischärler gegolten und daher keinen Anspruch auf Behandlung als Kriegsgefangene gehabt. Ihre Erschießung ohne Militär- oder auch nur Standgerichtsverfahren sei daher rechtmäßig gewesen; insbesondere, weil Isselhorst eine Verbindung zwischen gefangenen Fallschirmjägern und der Résistance geprüft und, wenn diese nicht nachgewiesen werden konnte, sie in mindestens einem Fall (entgegen dem Wortlaut, aber im Rahmen einer nach Isselhorsts Meinung zulässigen Interpretation des Kommandobefehls) als Kriegsgefangene behandelt habe. Die Anklage hielt dem entgegen, der Kommandobefehl an sich sei aufgrund der Haager Landkriegsordnung völkerrechtswidrig gewesen und hätte daher nicht befolgt werden dürfen. Zudem hätte die Kooperation regulärer Soldaten mit der Résistance, selbst wenn dies sie überhaupt zu Freischärlern gemacht hätte, in einem Militärgerichtsverfahren überprüft werden müssen. Bereits die Art und Weise der Exekutionen in Form geheimer Erschießungen im Wald, die Verbrennung oder das Verscharren der Leichen in Bombenkratern und die fehlende Aktenmäßigkeit der Aktionen seien ein Indiz für ihre mangelnde Rechtmäßigkeit. Am 11. Juli 1946 wurde Isselhorst zum Tode verurteilt.
Nach dem Urteil wurde er zunächst in das Zuchthaus Werl eingeliefert, Anfang August 1946 zwischenzeitlich als Zeuge in den Nürnberger Prozessen gehört und im September 1946 von Werl zurück nach Wuppertal gebracht, um als Zeuge in weiteren Prozessen auszusagen. Dort gelang ihm bei einem Transport innerhalb Wuppertals am 12. April 1947 die Flucht, als der LKW, auf dem er transportiert wurde, an einer Straßenkreuzung im Stadtzentrum kurz halten musste. Bereits nach wenigen Tagen wurde er jedoch in Kettwig vor der Brücke wieder aufgegriffen, Ende April an Frankreich ausgeliefert und in das Militärgefängnis La Citadelle in Straßburg gebracht.

### Französische Militärgerichtsverfahren
Mitte Mai wurde der erste von zwei Prozessen gegen Isselhorst vor dem Ständigen Militärgericht der 6. Region in Straßburg eröffnet. Ihm wurde vorgeworfen, er habe dem Gestapo-Chef von Straßburg, Julius Gehrum, im November 1944 den Befehl erteilt, Mitglieder der Widerstandsgruppe Alliance zu töten. Gehrum hatte sich in dieser Zeit mehrere gefangene Angehörige der Alliance aus Gefängnissen in Straßburg und verschiedenen Orten Badens ausliefern und sie hinrichten lassen. In seinem eigenen Verfahren behauptete Gehrum, den Hinrichtungsbefehl von Isselhorst erhalten zu haben, was dieser aber entschieden bestritt. Entlastungszeugen wurden aus Zeitmangel nicht gehört; nach wenigen Tagen wurde am 17. Mai 1947 das Todesurteil verhängt.
Es folgte ein zweiter Prozess wegen der Weitergabe eines Befehls des Gauleiters Robert Wagner (in seiner Eigenschaft als Reichsverteidigungskommissar) zur Erschießung von vier Zivilisten, darunter zwei Frauen, aus Hüningen/Elsass im November 1944, die durch Lichtsignale mit der französischen Armee in Kontakt gestanden hatten. Auch in diesem Prozess wurde Isselhorst am 23. Juli 1947 (zum insgesamt dritten Mal) zum Tode verurteilt.
Kassations-Anträge und ein Gnadengesuch beim französischen Staatspräsidenten hatten keinen Erfolg. Am 23. Februar 1948 wurde Isselhorst in Straßburg erschossen.

## Orden und Auszeichnungen
- Medaille zur Erinnerung an den 13. März 1938
- Totenkopfring der SS, 12. Dezember 1939
- Kriegsverdienstkreuz II. Klasse, 1. September 1941
- Komturkreuz (Commendatore) des Ordens der Krone von Italien, 20. April 1942
- Ostmedaille, 25. August 1942
- Kriegsverdienstkreuz II. Klasse mit Schwertern, 1. November 1942
- Kriegsverdienstkreuz I. Klasse mit Schwertern, 29. April 1943
- Tapferkeitsauszeichnung für Angehörige der Ostvölker II. Klasse in Silber, 14. Dezember 1943
- Eisernes Kreuz II. Klasse, 14. Dezember 1943